# Calamaria butonensis
Calamaria butonensis este o specie de șerpi din genul Calamaria, familia Colubridae, descrisă de Samuel D. Howard și John Wynn Gillespie în anul 2007. Conform Catalogue of Life specia Calamaria butonensis nu are subspecii cunoscute.